# Скалолаз (будущий фильм)
«Скалола́з» (англ. Cliffhanger) — будущий художественный фильм, перезапуск картины «Скалолаз», главные роли в котором сыграют Лили Джеймс и Пирс Броснан. Был официально анонсирован в мае 2023 года.

## Сюжет
Рэй Купер управляет роскошным шале в Доломитовых Альпах вместе с дочерью. Во время поездки на выходные с сыном миллиардера на них нападает банда похитителей. Дочь Рэя Наоми, все еще преследуемая прошлым несчастным случаем во время восхождения, становится свидетельницей нападения и сбегает. Чтобы спасти свою семью, она должна противостоять своим страхам и бороться за выживание.

## В ролях
| Актёр           | Роль        |
| --------------- | ----------- |
| Лили Джеймс     | Наоми Купер |
| Пирс Броснан    | Рэй Купер   |
| Нелл Тайгер Фри |             |
| Франц Роговский |             |
| Шубхам Сараф    |             |
| Ассаад Буаб     |             |
| Сьюзи Бемба     |             |
| Брюно Гуэри     |             |

## История создания
- В 1994 году компания «TriStar» объявила о планах создания сиквела «Скалолаза» под названием «Скалолаз 2: Плотина», в котором Сильвестр Сталлоне должен был снова сыграть главную роль. Планировалось, что его герой Гейб Уокер будет бороться с террористами, взявшими под контроль плотину Гувера. Проект оставался на стадии разработки до 2008 года, когда о нём вспомнили, но вскоре снова забыли[2].
- В мае 2009 года было объявлено, что проект вернулся в разработку. Продюсером стал Нил Х. Мориц, производством занялись «Original Film» и «StudioCanal». Теперь в центре сюжета оказывалась группа молодых альпинистов, причём Мориц рассказал, что хочет снять фильм в стиле «Звёздного пути»[3]. К маю 2014 года сценаристом проекта стал Джо Газзам, впечатливший Морица своим подходом[4].
- В мае 2019 года проект перешёл под контроль женщин: режиссёром стала Ана Лили Амирпур, новый черновой вариант сценария написала Саша Пенн. Начались переговоры об участии в эпизодической роли с Джейсоном Момоа; Тоби Джаффе, Торстен Шумахер и Ларс Силвест стали дополнительными продюсерами. Будущую картину описывали как боевик и триллер о выживании с элементами шпионского фильма. Был выпущен официальный производственный постер, посвященный представлению проекта в Каннах, а начало съёмок было запланировано на 2020 год[5].
- В мае 2023 года было официально объявлено, что проект полностью изменится. Рик Роман Во стал режиссёром, Марк Бьянкулли написал новый сценарий. Сталлоне получил главную роль и пост продюсера, начался кастинг на остальные роли[6]. Мориц, Яффе, Шумахер, Силвест и Брейден Афтергуд остались продюсерами. Проект станет совместным предприятием компаний «Original Film», «Balboa Productions», «StudioCanal», «Rocket Science Films», «Wright Productions & Entertainment» и «Front Row Entertainment». Фильм будет представлен на Каннском кинофестивале, где будут определены студии-дистрибьюторы[7][8][9].
- К 2024 году стало известно, что съёмки проводятся в Австрии, но Сталлоне не будет участвовать фильме. Главную мужскую роль в продолжении исполнит Пирс Броснан, а главную женскую — Лили Джеймс[10].